# Rue des Écoliers (Liège)
Pour les articles homonymes, voir Rue des Écoliers.
La rue des Écoliers (en wallon : rowe dès Scolîs) est une rue ancienne et pittoresque de Liège (Belgique) située dans le quartier d'Outremeuse.

## Odonymie
Cette rue ainsi que le parvis des Écoliers et la rue Devant-les-Écoliers se réfèrent à l’abbaye du Val des Écoliers fondée au XIIe siècle et située dans ce quartier d'Outremeuse. L'ordre du Val des Écoliers y installe un prieuré dès le XIIIe siècle et une abbaye dès le XVIe siècle. Le bâtiment conventuel, la salle capitulaire et le manège sont classés comme patrimoine immobilier de la Région wallonne le 7 mai 1997. Ils ont été englobés dans les bâtiments de l'ancienne caserne Fonck.

## Situation et description
Cette petite rue pavée mesure approximativement 145 mètres. Située à l'arrière de l'église Saint-Pholien, elle se prolonge en se rétrécissant vers la place Jehan le Bel. Elle est constituée de nombreuses demeures érigées principalement au XVIIe siècle et au XVIIIe siècle. La rue compte un second tronçon compris entre la place Jehan le Bel et la rue Devant-les-Écoliers.
La porte du no 13 mène (menait) à l'ancienne impasse de la Houpe où se trouvait la Caque, un lieu fréquenté dans les années 1920 par des artistes ou des écrivains liégeois comme Auguste Mambour et Georges Simenon.

## Architecture
Parmi la trentaine d'immeubles de la rue, dix sont repris à l'inventaire du patrimoine culturel immobilier de la Wallonie. Parmi ceux-ci, on peut citer : 
- des nos 7 à 17, un bel ensemble de maisons anciennes dont celles des nos 9 et 11 construites au cours du XVIIe siècle ont la particularité de posséder un premier étage dissocié et deux étages supérieurs communs et, à l'arrière, une demi-tour circulaire à cinq pans [3],
- aux nos 8 et 10, les maisons jumelles édifiées à la fin du XVIIe siècle possédant ensemble une façade de sept travées[4],
- l'ancien magasin situé au no 16, daté de 1763 et portant l'enseigne en lettres dorées : À la pomme d'or ainsi qu'une sculpture représentant une pomme entre deux rocailles[5],
- au no 35, une petite maison avec colombages du XVIIe siècle et une potale sur la façade du no 37.

## Voiries adjacentes
- Place Saint-Pholien
- Rue Saint-Pholien
- Rue du Pâquier
- Rue Georges Thone
- Place Jehan le Bel
- Parvis des Écoliers
- Rue Mathieu Polain
- Rue Devant-les-Écoliers